# 차오양사우루스
차오양사우루스 (차오양의 도마뱀) 은 주식두류 공룡으로 쥐라기 후기의 (1억5080만 년 전에서 1억 4550만 년 전) 중국에 살았다. 차오양사우루스라는 기본적으로 초식성 공룡이며 앵무새같은 부리를 가지고 (6600만 년 전에 끝난) 백악기에 북아메리카와 아시아에 살던 각룡류이다. 차오양사우루스는 다른 각룡류들과 마찬가지로 기본적으로 초식성이었다.

## 발견과 종
차오양사우루스는 중국 북동부 랴오닝 성의 차오양 지역에서 발견되었다. 종명은 중국의 고생물학자인 C. C. Young의 이름에서 따온 것이다.
차오양사우루스의 종
- C. youngi (모식종)

## 철자
다른 공룡들과 달리 차오양사우루스는 공식적으로 출판되기 전에 여러 곳을 통해 토론이 이루어졌다. 그 결과 서로 다른 여러 개의 철자로 된 차오양사우루스 이름이 나타났다가 무자격명이 되어버렸다. 출판된 최초의 이름은 차오영고사우루스(Chaoyoungosaurus)로, 일본 박물관의 전시 안내책자에 등장했으며 잘못된 번역의 결과물이었다. 자오 시진은 1983년에 차오양사우루스를 논하면서 이 철자를 사용했는데 그에 따라 기술적으로 무자격명이 되었다. 2년 후, 자오는 모식표본과 종명을 지정하면서 Chaoyoungosaurus liaosiensis (Zhao, 1985) 라고 잘못된 초기의 철자를 다시 사용했다.
동 지밍은 1992년에 차오영고사우루스가 1983년 자오와 청의 논문에서 기술되었으나 이 논문은 인용이 된 기록이 없으므로 실제로 출판된 적이 없는 것으로 보았다. 1992년에 동은 이 문제 대한 논문에서 이름을 "정확한" 철자인 차오양고사우루스(Chaoyangosaurus, 중간에 "o" 가 있는 것을 주목할 것)로 정정했다. 하지만 이렇게 재명명된 이름이 해당 공룡의 공식적인 기재와 함께 되지 않았으므로 차오양고사우루스 역시 무자격명으로 간주되어야 한다.
차오양사우루스는 1999년이 되어서야 공식적인 이름을 가지게 되었다. 세레노는 1999년 각룡류의 전반적인 분류체계를 다룬 논문에서 차오양사우루스(Chaoyangsaurus)라는 이름을 사용했다. 하지만 이 역시 무자격명이었다. 1999년 12월에 청, 자오, 그리고 수가 차오양사우루스 영이(Chaoyangsuarus youngi)라는 이름을 사용하여 공식적인 보고를 출판했고, 이것이 이전에 사용되었던 다른 모든 철자에 우선하여 무자격명이 아닌 해당 속의 최초 이름이 되었다.